# Construção social de gênero
A construção social de gênero  é uma teoria das ciências humanas e sociais sobre a manifestação de origens culturais, mecanismos e corolários da percepção e expressão de gênero no contexto da interação social interpessoal e de grupo. Especificamente, a construção social de gênero estipula que os papeis de gênero são um status  alcançado em um ambiente social que categoriza as pessoas de forma implícita e explícita, motivando comportamentos sociais.
Um assunto relacionado na teoria feminista é a relação entre o status atribuído ao sexo designado (intersexo, macho ou fêmea) e suas contrapartes de status alcançadas no gênero (neutro/andrógino, masculino e feminino).

## Conceitos básicos

### Constructo social
O método de construcionismo social é uma teoria do conhecimento que descreve a relação entre a objetividade da realidade e a capacidade subjetiva dos sentidos e da cognição humanas. Especificamente, afirma que a realidade existe como a soma de percepções e expressões sociais; e que a realidade percebida é a única realidade que vale a pena considerar. Isso é acompanhado pelos corolários de que qualquer realidade percebida é válida, e que a realidade está sujeita à manipulação por meio do controle das percepções e expressões sociais.
Alsop, Fitzsimmons e Lennon também observam que os relatos construcionistas da criação do gênero podem ser divididos em duas correntes principais:
1. Teorias materialistas, que sublinham os aspectos estruturais do meio social que são responsáveis por perpetuar certos papeis de gênero;
2. Teorias discursivas, que enfatizam a criação, por meio da linguagem e da cultura, de significados associados ao gênero.

### Género
O género é usado como um meio de descrever a distinção entre o sexo e os aspectos socializados da feminilidade e masculinidade. De acordo com West e Zimmerman, não é um traço pessoal; é "uma característica emergente de situações sociais: tanto como resultado quanto como fundamento lógico de vários arranjos sociais e como meio de legitimar uma das divisões mais fundamentais da sociedade".

#### Papéis de gênero

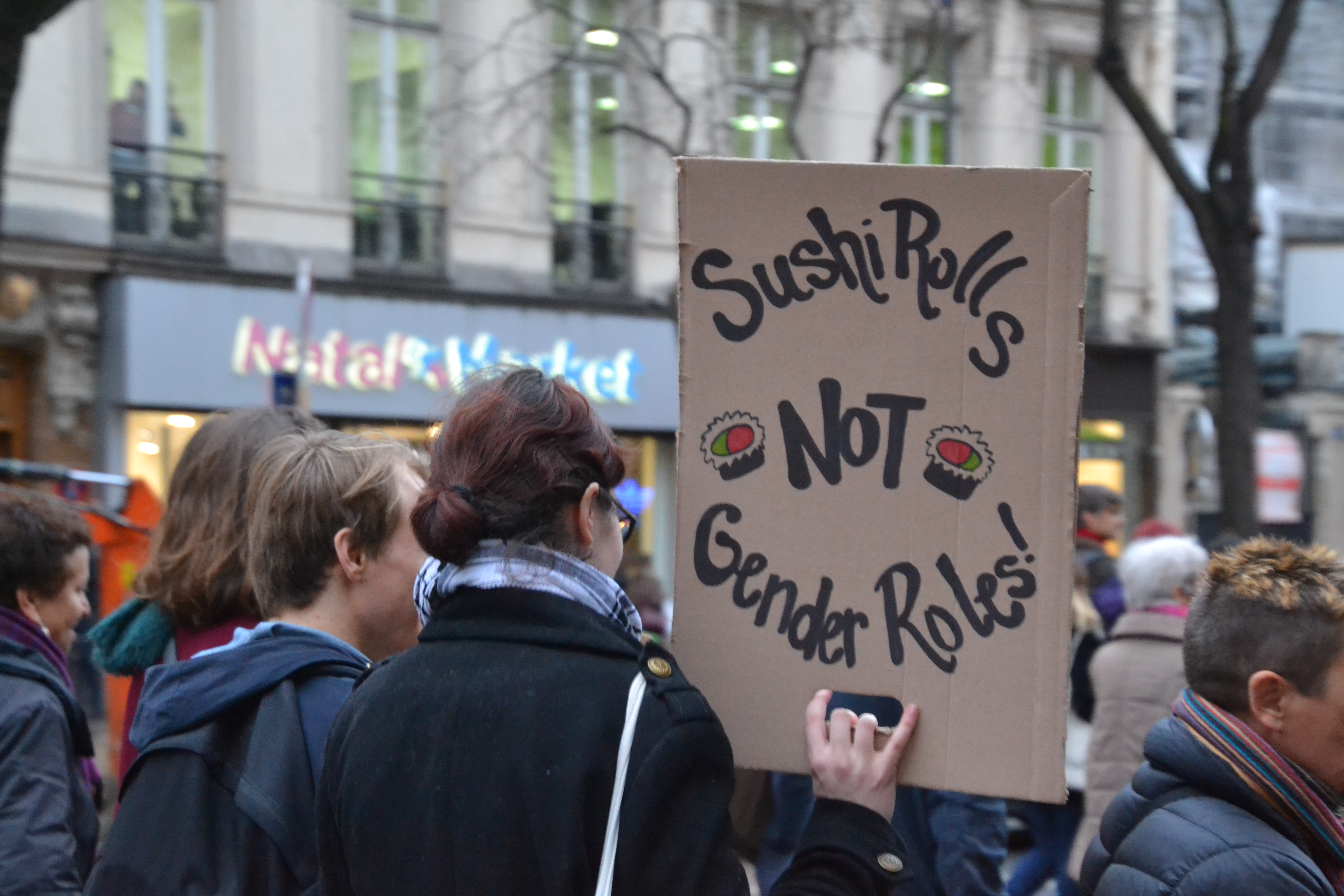
Uma foto tirada durante um comício/marcha que mostra uma pessoa segurando uma placa dizendo "Rolos de Sushi, Não papeis de Gênero"

Os papeis de gênero são uma continuação do status de gênero, consistindo em outros status alcançados que estão associados a um determinado status de gênero. Em termos menos teóricos, os papeis de gênero são posições funcionais em uma dinâmica social para a qual a realização é uma parte de Doing gender [en].
A filósofa americana Judith Butler faz uma distinção entre papeis de gênero e performatividade de gênero, que delineia entre os comportamentos sociais do indivíduo que busca expressar o comportamento que articula sua própria percepção de seu gênero; e comportamento que cria a percepção de conformidade com as expressões sociais de gênero em conjunto. Isso não significa que a participação na performatividade de gênero não corresposta à pressão para cumprir um papel de gênero, nem que o cumprimento de um papel de gênero não pode satisfazer o desejo de performatividade de gênero.

#### Sexualidade/orientação sexual
Diamond e Butterworth argumentam que a identidade de gênero e a identidade sexual são fluidas e nem sempre se enquadram em duas categorias essencialistas (homem ou mulher e gay/lésbica ou heterossexual); eles chegaram a essa conclusão entrevistando mulheres que fazem parte de um grupo de minoria sexual ao longo de dez anos. Uma mulher teve uma infância relativamente normal, mas por volta da adolescência questionou sua sexualidade e permaneceu estável em sue gênero e identidade sexual até que ela começou a trabalhar com homens e assumiu uma "postura" masculina e começou a questionar sua identidade de gênero. Quando "ela" se tornou um "ele", ele começou a achar os homens atraentes e, gradualmente, foi identificado como homossexual.

## Críticas

### Teoria feminista
Elizabeth Grosz afirma que a distinção sexo-gênero mantida por algumas feministas construcionistas ainda se baseia no essencialismo:
A oposição entre essencialismo e construcionismo me parece falsa: o construcionismo apóia-se inerentemente no essencialismo, porque precisa tornar explícito quais são as matérias-primas de seus processos de construção - e eles não podem ser construídos a não ser na suposição de um regresso infinito. Os blocos de construção, ou matérias-primas, devem em alguns casos ser essencialistas. Em suma, o construcionismo de fato implica em essencialismo e nele se apóia.:76

### Estudos transgênero
Em Assuming a Body: Transgender and Rhetorics of Materiality (2010), Gayle Salamon examinou a afinidade dos estudos trans com a teorização feminista e queer de gênero.
Escritores trans articularam pelo menos três objeções à construção social: ela é simples onde a incorporação de gênero é complexa, é desatenta ou desdenhosa à realidade da materialidade corporal e não oferece espaço para ressignificação ou resistência corporal.:73
Tais objeções podem ser encontradas nas obras de Jay Prosser, Viviane Namaste e Henry Rubin, frequentemente em relação à teoria de performatividade de gênero de Butler. Salamon interpreta seus argumentos como leituras errôneas do construcionismo social, enquanto Jack Halberstam identifica um "recompromisso com o essencialismo dentro da teoria transexual".
Por outro lado, Susan Stryker afirmou que a performatividade de gênero "se tornou central para a autocompreensão de muitas pessoas transgênero" e está alinhada com o apelo pós-transexual de Sandy Stone.